# 长苞球子草
长苞球子草（学名：Peliosanthes ophiopogonoides）为天门冬科球子草属的植物，为中国的特有植物。分布于中国大陆的云南省等地，生长于海拔1,300米至1,400米的地区，一般生于密林下，目前尚未由人工引种栽培。